# Pfarrkirche Werfenweng

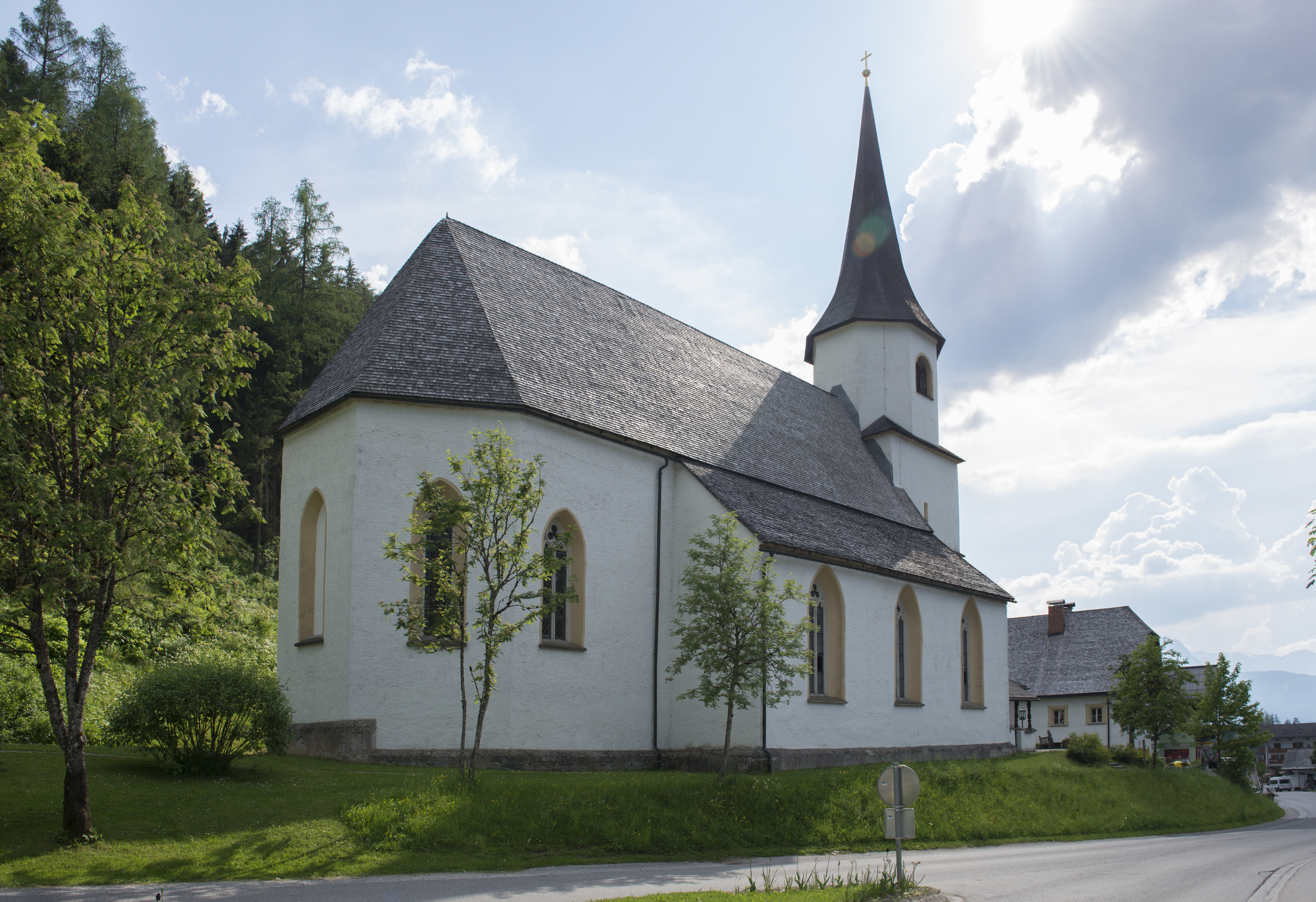
Katholische Pfarrkirche Mariä Geburt in Werfenweng

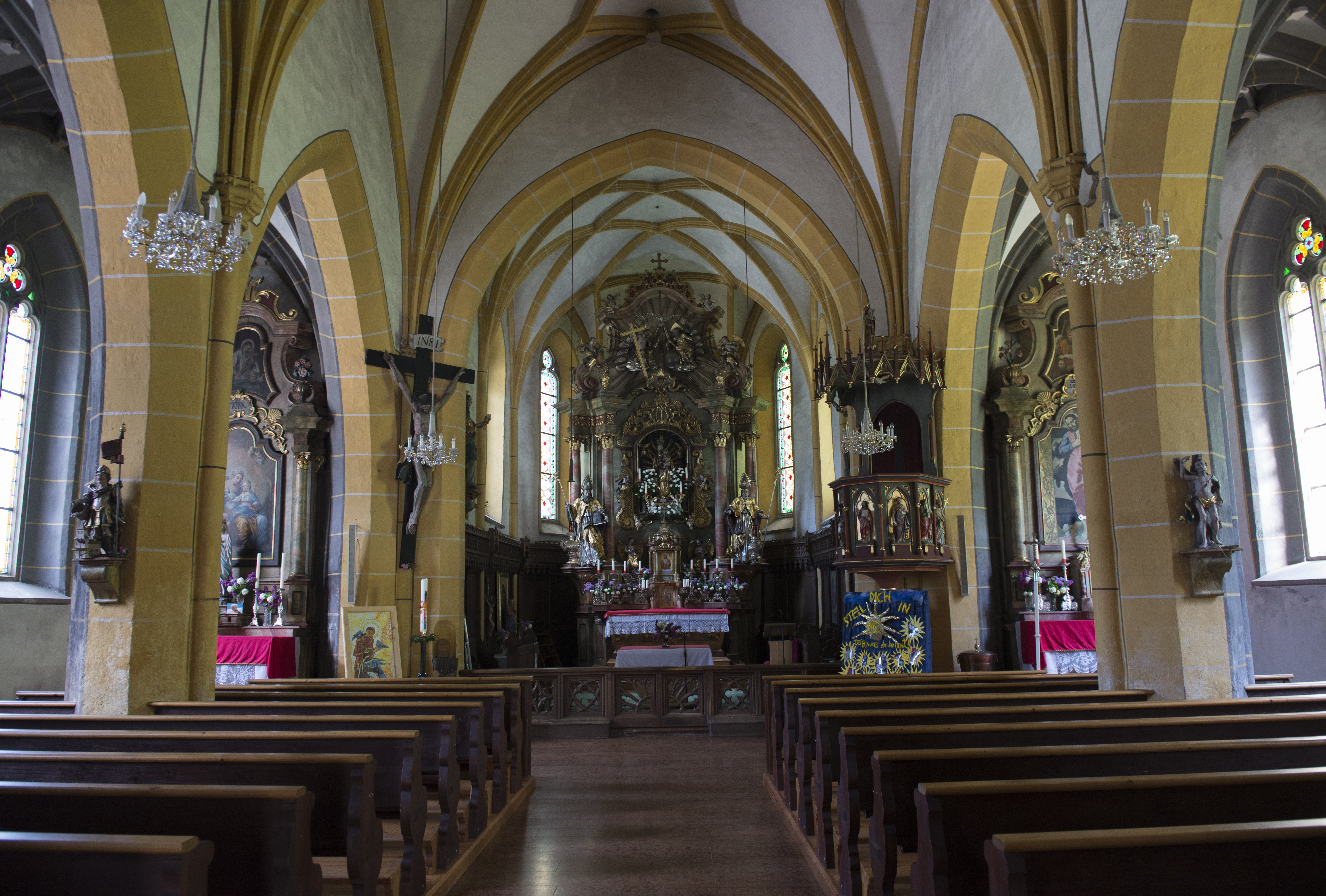
In Mittelschiff zum Chor

Die Pfarrkirche Werfenweng steht an einem Hang am östlichen Ortsrand in der Gemeinde Werfenweng im Bezirk St. Johann im Pongau im Land Salzburg. Die auf das Fest Mariä Geburt geweihte römisch-katholische Pfarrkirche gehört zum Dekanat Altenmarkt in der Erzdiözese Salzburg. Die Kirche steht unter Denkmalschutz (Listeneintrag).

## Geschichte
1509 wurde die Kirche geweiht. 1744 Vikariat. 1830 erhielt die Kirche einen Friedhof. 1891 wurde die Kirche zur Pfarrkirche erhoben.
1565 wurde das Gewölbe erneuert. 1717 wurde die Sakristei mit dem Maurermeister Christian Glaser angebaut. 1740 wurden die Fenster im Chor verändert. 1895/1897 wurde die Kirche regotisiert. 1955 und 1972 waren Restaurierungen.

## Architektur
Die dreischiffige spätgotische außen ungegliederte Kirche mit Spitzbogenfenstern hat einen Westturm. Das dreischiffige Langhaus aus dem Ende des 15. Jahrhunderts trägt ein Dach mit Holzschindeln. Das gekehlte spitzbogige Westportal trägt einen maßwerkverblendeten Tympanon, die Türe hat einen spätgotischen Beschlag. Der vorgesetzte Westturm mit der Jahresangabe 1625 hat drei durch Gesimse gegliederte Geschoße und trägt darüber einen achteckigen Aufsatz mit Rundbogenschallfenstern und einem Spitzhelm. Ein abgefastes rundbogiges Portal führt zur kreuzgratgewölbten Turmhalle, ebendort eine Albertitafel mit der Angabe Anton Pierer 1865. Südseitig am Chor steht der zweigeschoßige Sakristeianbau. An der nördlichen Langhausseite besteht eine Ölbergnische mit einer gemalten Landschaft ehemals bezeichnet mit Anton Posch 1831 mit einer Figurengruppe Christus und die schlafenden Jünger aus dem Ende des 18. Jahrhunderts.
Das dreijochige Langhaus hat im Mittelschiff Achteckpfeiler mit vorgelagerten Diensten mit Kapitellen, von welchen jeweils sechs Rippen aufsteigen, welche ein spitzbogiges Rautensternrippengewölbe aus 1565 mit schildförmigen Schlusssteinen tragen. Zu den niedrigeren Seitenschiffen bestehen abgefaste Spitzbögen, in den Seitenschiffen sind die Joche durch Gurtrippen getrennt, ebendort bestehen spätgotische Sternrippengewölbe. Im Langhaus besteht eine einfache Empore aus Holz aus 1749. Der Triumphbogen ist abgefast und spitzbogig. Der um eine Stufe erhöhte zweijoche Chor hat dieselbe Breite und Höhe wie das Mittelschiff und schließt dreiseitig ab. Der Chor hat über Runddiensten ein spätgotisches Netzrippengewölbe. Rechts im Chor ist ein gekehltes spätgotisches Sakristeiportal mit einer Eisenplattentür. Die einfachen Glasfenster der Kirche sind aus 1895.

## Ausstattung
Der Säulenhochaltar mit einem Volutenaufsatz entstand 1763. Der Altar beinhaltet in einer Nische spätgotisches Schnitzwerk um 1500 mit Maria mit Kind umgeben von Engeln aus der zweiten Hälfte des 18. Jahrhunderts. Der Altar trägt seitlich die barocken Konsolfiguren hl. Wolfgang und hl. Bischof. Im Aufsatz ist eine barocke Schnitzgruppe Dreifaltigkeit flankiert von Engeln aus dem 18. Jahrhundert. Der Tabernakel mit einem Christusbild nennt Josef Gold 1915.
Die Seitenaltäre sind aus dem vierten Viertel des 18. Jahrhunderts. Der linke Seitenaltar gewidmet von Rosalia Rettensteiner zeigt das Altarblatt hl. Anna und im Oberbild hl. Aloysius um 1780. Der rechte Seitenaltar zeigt das Altarblatt Herz Jesu gemalt von Slavi Soucek (1956) und im Oberbild die hll. Dionysius und Blasius um 1780.
Die neugotische Orgel baute Albert Mauracher (1897).